# 第92回日劇學院賞
←第91回 - 第92回 - 第93回→
第92回日劇學院賞，針對2017年1月到3月在日本播出之冬季檔連續劇所做出的投票與評比。本季獲最優秀作品賞為TBS電視台的《四重奏》，此劇共獲六項獎，亦是日劇學院賞第五部平均收視率低於10%的最佳作品。

## 得獎名單

### 最優秀作品賞
1. 四重奏
2. 謊言戰爭
3. A LIFE～深愛的人～
4. 東京妄想女子
5. 超級上班族左江內氏

- 讀者票：1. 謊言戰爭；2. 四重奏；3. A LIFE～深愛的人～；4. 東京妄想女子；5. 超級上班族左江內氏
- 記者票：1. 四重奏；2. 謊言戰爭；3. 超級上班族左江內氏；4. 東京妄想女子；4. Byplayers 同居吧歐吉桑們；4. 奪愛之冬
- 評審票：1. 四重奏；2. 謊言戰爭；3. A LIFE～深愛的人～；3. Byplayers 同居吧歐吉桑們； 5. 東京妄想女子； 5. 超級上班族左江內氏；5. 銀與金

### 主演男優賞
1. 草彅剛（謊言戰爭）
2. 高橋一生（四重奏）
3. 木村拓哉（A LIFE～深愛的人～）
4. 松田龍平（四重奏）
5. 堤真一（超級上班族左江內氏）

- 讀者票：1. 草彅剛（謊言戰爭）；2. 木村拓哉（A LIFE～深愛的人～）；3. 高橋一生（四重奏）；4. 松坂桃李（視覺偵探 日暮旅人）；5. 堤真一（超級上班族左江內氏）
- 記者票：1. 高橋一生（四重奏）；2. 草彅剛（謊言戰爭）；3. 木村拓哉（A LIFE～深愛的人～）；4. 松田龍平（四重奏）；5. 堤真一（超級上班族左江內氏）
- 評審票：1. 草彅剛（謊言戰爭）；2. 木村拓哉（A LIFE～深愛的人～）；3. 高橋一生（四重奏）；3. 松田龍平（四重奏）；5. 堤真一（超級上班族左江內氏）

### 主演女優賞
1. 松隆子（四重奏）
2. 滿島光（四重奏）
3. 吉高由里子（東京妄想女子）
4. 芳根京子（別嬪小姐）
5. 綾瀨遙（精靈守護者）

- 讀者票：1. 松隆子（四重奏）；2. 滿島光（四重奏）；3. 吉高由里子（東京妄想女子）；4. 綾瀨遙（精靈守護者） ；5. 芳根京子（別嬪小姐）
- 記者票：1. 松隆子（四重奏）；2. 滿島光（四重奏）；3. 吉高由里子（東京妄想女子）；4. 芳根京子（別嬪小姐）；5. 綾瀨遙（精靈守護者）
- 評審票：1. 滿島光（四重奏）；2. 松隆子（四重奏）；3. 吉高由里子（東京妄想女子）；4. 綾瀨遙（精靈守護者）；5. 田中麗奈（白晝的惡魔）

### 助演男優賞
1. 淺野忠信（A LIFE～深愛的人～）
2. 松山研一（A LIFE～深愛的人～）
3. 宮藤官九郎（四重奏）
4. 坂口健太郎（東京妄想女子）
5. 藤木直人（謊言戰爭）

- 讀者票：1. 松山研一（A LIFE～深愛的人～）；2. 藤木直人（謊言戰爭）；3. 宮藤官九郎（四重奏）；4. 坂口健太郎（東京妄想女子）；4. 安田顯（謊言戰爭）
- 記者票：1. 坂口健太郎（東京妄想女子）；2. 淺野忠信（A LIFE～深愛的人～）；3. 宮藤官九郎（四重奏）；4. 室剛（超級上班族左江內氏）；5. 中川雅也（銀與金）
- 評審票：1. 淺野忠信（A LIFE～深愛的人～）；2. 松山研一（A LIFE～深愛的人～）；3. 宮藤官九郎（四重奏）；4. 坂口健太郎（東京妄想女子）；5. 藤木直人（謊言戰爭）； 5. 三浦翔平（奪愛之冬）；5. 柳樂優彌（媽媽，不當您女兒可以嗎？）

### 助演女優賞
1. 吉岡里帆（四重奏）
2. 水野美紀（奪愛之冬）
3. 木村文乃（A LIFE～深愛的人～）
4. 大島優子（東京妄想女子）
5. 小泉今日子（超級上班族左江內氏）

- 讀者票：1. 大島優子（東京妄想女子）；2. 木村文乃（A LIFE～深愛的人～）；3. 吉岡里帆（四重奏）；4. 山本美月（謊言戰爭）；5. 水原希子（謊言戰爭）
- 記者票：1. 水野美紀（奪愛之冬）；2. 吉岡里帆（四重奏）；3. 小泉今日子（超級上班族左江內氏）；4. 木村文乃（A LIFE～深愛的人～）；5. 齊藤由貴（媽媽，不當您女兒可以嗎？）；5. 竹內結子（A LIFE～深愛的人～）
- 評審票：1. 水野美紀（奪愛之冬）；1. 木村文乃（A LIFE～深愛的人～）；3. 吉岡里帆（四重奏）；3. 齊藤由貴（媽媽，不當您女兒可以嗎？）；3. 深田恭子（下剋上考試）

### 主題曲賞
1. 《大人的法則》Doughnuts Hole（四重奏）
2. 《TOKYO GIRL》Perfume（東京妄想女子）
3. 《光之畫室》Mr.Children（別嬪小姐）

- 讀者票：1. 《大人的法則》Doughnuts Hole（四重奏）；2. 《Still Alive》B'z（A LIFE～深愛的人～）；3. 《TOKYO GIRL》Perfume（東京妄想女子）；4. 《光之畫室》Mr.Children（別嬪小姐）；5. 《HAPPY》三代目J Soul Brothers（超級上班族左江內氏）
- 記者票：1. 《大人的法則》Doughnuts Hole（四重奏）；2. 《TOKYO GIRL》Perfume（東京妄想女子）；3. 《光之畫室》Mr.Children（別嬪小姐）；4. 《遺傳》齊藤和義（下剋下考試）；5. 《一人世界（日语：ヒトリセカイ）》10-FEET（Byplayers 同居吧歐吉桑們）；5. 《MAGIC》AAA（奪愛之冬）
- 評審票：1. 《大人的法則》Doughnuts Hole（四重奏）；2. 《光之畫室》Mr.Children（別嬪小姐）；3. 《TOKYO GIRL》Perfume（東京妄想女子）；3. 《Forever Young》竹原和生（Byplayers 同居吧歐吉桑們）；5. 《Still Alive》B'z（A LIFE～深愛的人～）； 5. 《進入夢境》井上陽水（視覺偵探 日暮旅人）

### 劇本賞
1. 坂元裕二（四重奏）
2. 後藤法子（日语：後藤法子）（謊言戰爭）
3. 鈴木收 （奪愛之冬）

### 導演賞
1. 土井裕泰、金子文紀、坪井敏雄（四重奏）
2. 三宅喜重（日语：三宅喜重）、寶來忠昭（謊言戰爭）
3. 福田雄一（超級上班族左江內氏）

### 特別賞
《Byplayers 同居吧歐吉桑們》演員們的反差萌

## 得獎原因
- 關於吉岡里帆，「在可愛的背後潛伏瘋狂可怕的面目，帶來強烈的衝擊」。
- 關於編劇坂元裕二，「『炸雞沾上檸檬汁是不可挽回』的比喻令人印象深刻」、「通過這個故事肯定人類的不完美性令人印象深刻」。

## 外部連結
- 第92回日劇學院賞 （页面存档备份，存于）